# Dídac Vilà
Dídac Vilà Rosselló (ur. 9 czerwca 1989 w Mataró) – hiszpański piłkarz występujący na pozycji obrońcy w hiszpańskim klubie RCD Espanyol. Wychowanek Espanyolu, w swojej karierze grał także w takich zespołach jak A.C. Milan, Real Betis oraz SD Eibar. Były młodzieżowy reprezentant Hiszpanii.